# Гепатопротекторы
Гепатопротекторы (от лат. hepar — печень и protecto — защищать) — фармакотерапевтическая группа разнородных лекарственных средств с недоказанной эффективностью. 
Как заявляется производителями, препятствуют разрушению клеточных мембран и стимулируют регенерацию гепатоцитов, тем самым оказывая положительное влияние на функции печени. Считается, что гепатопротекторы повышают устойчивость печени к патологическим воздействиям, усиливают её детоксикационную функцию путем повышения активности ферментных систем (включая цитохром Р450 и другие микросомальные ферменты), а также способствуют восстановлению её функций при различных повреждениях (в том числе токсического характера).
Данные относительно клинической эффективности применения гепатопротекторов при различных состояниях противоречивы. Многие гепатопротекторы являются препаратами с недоказанной эффективностью, к тому же некоторые из них потенциально опасны и могут оказывать гепатотоксическое действие. Понятие «гепатопротекторы» отсутствует в странах за пределами СНГ, и эти препараты в странах за пределами СНГ в основном не применяются.

## Классификация
Не существует единой классификации гепатопротекторов. Также в различных источниках различаются представления о том, какие средства следует относить к «гепатопротекторам». Чаще всего их классифицируют в зависимости от происхождения и химической структуры:
- растительные препараты
- препараты животного происхождения
- препараты, содержащие эссенциальные фосфолипиды
- аминокислоты и их производные
- витамины-антиоксиданты и витаминоподобные препараты
- прочие

По способу действия:
- желчегонные средства и препараты желчи
- антиоксиданты
- другие

### Эссенциальные фосфолипиды
Эссенциальные фосфолипиды часто применяются в клинической практике в РФ, но в США и Европейском Союзе они не применяются, так как рандомизированные плацебо-контролируемые испытания (в том числе Veterans Affairs cooperative study, которое было проведено в 2003 году и включало 789 больных с гепатитами) показали, что эссенциальные фосфолипиды оказывают не больше положительного действия на функцию печени, чем плацебо. Также установлено, что эссенциальные фосфолипиды противопоказаны при острых и хронических вирусных гепатитах, поскольку они могут приводить к усилению холестатического синдрома и увеличению цитолиза. Опубликованные научные работы, подтверждающие эффективность эссенциальных фосфолипидов, отсутствуют (степень доказательности у них не выше степени D, то есть мнения экспертов).
Кроме того, и с чисто теоретической точки зрения заявляемый механизм действия эссенциальных фосфолипидов сомнителен. Во-первых, отмечается, что часто нельзя достичь прекращения воспалительного процесса, укрепляя мембраны гепатоцитов при помощи поставки извне фосфолипидов, если не воздействовать при этом на основную патогенетическую причину повреждения. Во-вторых, сама гипотеза, что экзогенные фосфолипиды растительного происхождения могут «встроиться» в мембрану животной клетки, является шаткой и сомнительной. В-третьих, этим препаратам присуща при приёме внутрь низкая биодоступность: фосфолипиды в составе хиломикронов поступают не в печень, а в лимфатическую систему и таким образом перемещаются в жировые ткани, где они накапливаются и метаболизируются. В-четвёртых, при парентеральном введении эссенциальные фосфолипиды, распространяясь по кровеносному руслу, могут не достигать ткани печени, а накапливаться в других органах и системах.
В качестве лекарственных средств эссенциальные фосфолипиды зарегистрированы лишь в странах бывшего СССР, а в других странах они представлены на рынке только в качестве БАДов.
В ходе некоторых исследований было установлено, что вещество polyenylphosphatidylcholine (PPC) не дают особого результата при лечении фиброзов печени у пациентов, страдающих алкоголизмом.
Некоторые фосфолипидные препараты: эссенциале, ливенциале, эссливер, фосфоглив, энерлив.

### Препараты природного происхождения
Основные препараты данной группы: препараты на основе расторопши пятнистой, содержащие силимарин (карсил, дарсил, гепабене и др.); глицирризин (водный экстракт корня солодки); экстракт листьев артишока; масло семян тыквы; Лив.52; экстракт зверобоя продырявленного; многокомпонентные препараты из китайских и индийских трав.
Эффективность препаратов, содержащих силимарин, не подтверждена по причине недостатка качественных клинических испытаний. Так, не получены данные об эффективности силимарина при остром гепатите C, хронических гепатитах C и B, алкогольных и лекарственных поражениях печени, первичном билиарном циррозе, а при остром вирусном гепатите В большинство доказательных исследований не выявило статистически значимых различий между силимарином и плацебо по показателям функции печени и параметрам коагулограммы.
Эффективность глицирризина, экстракта листьев артишока, масла семян тыквы, экстракта зверобоя продырявленного также не доказана, а Лив.52 и многокомпонентные препараты из китайских и индийских трав при острых заболеваниях печени могут усиливать выраженность цитолитического и мезенхимально-воспалительного синдромов. Кроме того, существует проблема межэтнического генетического полиморфизма метаболизма, предопределяющего разную реакцию организма на растительные вещества у представителей разных рас. По этой причине растения, эффективные у представителей азиатской популяции, могут оказывать другое действие у европеоидов.
Существуют также гепатопротекторы животного происхождения (сирепар, гепадиф), полученные из экстракта печени крупного рогатого скота. Исследований, подтверждающих их терапевтическую эффективность, не имеется — напротив, эти препараты могут быть опасны по нескольким причинам. В частности, у пациентов с активными формами гепатита эти препараты могут усиливать явления цитолитического, мезенхимально-воспалительного и иммунопатологического синдромов. Применение гепатопротекторов этой разновидности связано с высоким риском аллергических реакций, и перед началом их применений непременно следует проводить определение чувствительности к препарату. Кроме того, использование препаратов, полученных из печени крупного рогатого скота, связано с повышением риска заражения пациента прионовой инфекцией, вызывающей фатальное нейродегенеративное заболевание — губчатую энцефалопатию (болезнь Крейтцфельдта — Якоба). Таким образом, применять данные препараты не следует, и пациентов следует отговаривать от их приёма.

### Синтетические препараты
Механизмы действия синтетических гепатопротекторов разнообразны и сложны.
Основные препараты данной группы: ацетилцистеин, урсодезоксихолевая кислота. Урсодезоксихолевая кислота обладает доказанной эффективностью (степень доказательности А—B).

### Аминокислоты
Основные «гепатопротекторные» аминокислоты: метионин, адеметионин, орнитин.

### Витамины
В качестве гепатопротекторов применяются витамины группы B и E.

## Липотропные препараты
Липотропные вещества[например, какие?] являются важными факторами, способствующими нормализации обмена липидов и холестерина в организме, стимулируют мобилизации жира из печени и его окисление, что ведёт к уменьшению степени выраженности жировой инфильтрации печени.

## Оценки клинической эффективности
По утверждению сторонников доказательной медицины, эффективность большинства гепатопротекторов не подтверждена качественными клиническими испытаниями.
В международной Анатомо-терапевтическо-химической классификации отсутствует объединение лекарственных препаратов под общим названием «гепатопротекторы». Некоторые из средств, традиционно называемые «гепатопротекторами», могут быть условно отнесены медиками некоторых стран к подгруппе A05B «Препараты для лечения заболеваний печени».
Ряд специалистов отмечает, что для большинства препаратов, объединённых понятием «гепатопротекторы», отсутствуют надлежащие доказательства клинической эффективности. Так, доктор медицинских наук профессор С. М. Ткач утверждает, что:

…Хотя во многих исследованиях показано улучшение самочувствия и биохимических показателей функции печени, для большинства подобных препаратов не существует убедительных доказательств улучшения гистологической картины или вирусологических параметров. Положительные или противоречивые результаты в отношении их эффективности, приведенные в литературе, частично можно объяснить методологическими недостатками исследований, гетерогенностью популяций больных, отсутствием стандартизованных препаратов, а также нечеткостью и необъективностью исследуемых показателей. Действие большинства из этих препаратов изучалось в неконтролируемых исследованиях, в которых вместо объективных параметров (морфология печени, устойчивое исчезновение виремии или выживаемость) использовались субъективные (например, самочувствие).

Таким образом, на самом деле клиническая эффективность многих известных и давно применяющихся гепатопротекторов не доказана. Более того, некоторые из них являются потенциально вредными и способны оказывать гепатотоксический эффект.— С.М. Ткач. Эффективность и безопасность гепатопротекторов с точки зрения доказательной медицины. Медицинская газета «Здоровье Украины XXI век», номер 6/1 за апрель 2009 года.
По словам кандидата медицинских наук доцента Ю. А. Кучерявого и кандидата медицинских наук С. В. Морозова,

Общей проблемой, объединяющей этот класс лекарственных средств, является «слабость» научной доказательной базы. Пожалуй, единственным препаратом, уровень и степень научной доказательности которого не вызывает сомнений, является урсодезоксихолевая кислота.— Ю.А. Кучерявый, С.В. Морозов. Гепатопротекторы: рациональные аспекты применения. М.: Форте Принт, 2012.